# جزیره خضرا
جزیرهٔ خضرا، جزیره‌ای که بنا بر ادعای برخی، امام دوازدهم شیعیان در آن سکونت دارد. این ماجرا برای اولین بار توسط زین‌الدین علی‌بن فاضل مازندرانی ادعا شده‌است .برخی از فقیهان شیعه این داستان را رد می‌نمایند.
اعتبار منابع داستان جزیره خضرا و سستی آنان مورد بررسی فقیهان قرار گرفته‌است.
ماجرایجزیره خضرا در قرن نوزدهم مورد استفاده بابیان شد. در شورش قلعه طبرسی، منطقه مازندران را جزیره خضرا معرفی و هواداران خود را به اجتماع در آنجا برای حمله به تهران که آن را نیز با شهر زورا (که در برخی روایات شیعیان از آن به عنوان شهری که در آخرالزمان در شمال ری ساخته می‌شود نامبرده شده) تطبیق می‌دادند؛ فرا خواندند. هرچند که شورش با شکست سنگین و قتل سرانشان خاتمه یافت.
در سالهای بعد نیز در بین برخی عوام ماجرای جزیره خضرا با ادعاهای ژورنالیستی و غیرواقعی مشابه دربارهٔ مثلث برمودا تطبیق داده شد و فردی عراقی بنام ناجی نجار کتابی در این باره انتشار داد.
با گسترده شدن ماجرای جزیره خضرا فقیهان شیعه جهت مقابله با آن کتبی نگاشتند که مهم‌ترین آن توسط ابراهیم امینی با عنوان جزیره خضرا افسانه یا واقعیت‌ در سال ۱۳۷۱ منتشر شد.
محمد تقی بهجت در پاسخی پیرامون جزیره خضرا که متضمن رد این ماجرا نیز هست؛ خضرا را قلب مومن دانست.  جزیره ای به نام جزیره جن در خلیج فارس وجود دارد که به علت برخی اتفاقات محل جزیره حضر را انجا می دانند برای مثال درشب هوا روشن تر ودر روز هوا تیره تر یا اینکه توسط ماهیگیران گزارش شده که در شب پرتو نوری از آسمان به زمین مشخص است

## پیروند به بیرون
- تاریخ: گزارشی از تألیف کتاب‌های مهدوی در حوزه علمی حله
- اندیشه مهدویت و آسیب‌ها
- http://shamim.valiasr-aj.net/include/VIEW.php?bankname=VAGEHLIST&code=21&RADIF=30 بایگانی‌شده  در ۱۰ مارس ۲۰۱۶ توسط Wayback Machine